# أنطون جوزيف ريشا
أنطون جوزيف ريشا (بالفرنسية: Antoine Reicha)‏ (26 فبراير 1770 - 28 مايو 1836) كان مؤلفًا تشيكي المولد وخبيرًا في نظرية الموسيقى حصل على الجنسية الفرنسية لاحقًا. كان صديقًا معاصرًا لبيتهوفن طوال حياته، يُذكر الآن بالدرجة الأهم بسبب مساهماته المبكرة الكثيرة في أسلوب الخماسيات النفخية ودوره كمدرس للعديد من التلاميذ بما في ذلك فرانز ليزت وهيكتور بيرليوز وسيزار فرانك. كان أيضًا خبيرًا بارعًا في نظرية الموسيقى، وكتب العديد من الأطروحات حول جوانب مختلفة للتأليف الموسيقي. تناولت بعض أعماله النظرية والأساليب التجريبية للتأليف، التي طبقها في مجموعة متنوعة من الأعمال مثل الفوغا والإيتودي للبيانو والرباعيات الوترية.
لم تُقبل أو تُطبق أي من الأفكار المتقدمة التي روج لها في أكثر أعماله إثارةً للجدل، مثل التعدد الإيقاعي والتعدد النغمي والموسيقى دقيقة النغمة، من قِبل مؤلفي القرن التاسع عشر. بسبب عدم رغبة ريشا في نشر موسيقاه (مثل مايكل هايدن من قبله)، فقد نُسيت أعماله بعد وقت قصير من وفاته ولم تُدرس حياته وأعماله بعد بشكل مكثف.

## حياته

### 1770-1805: السنوات الأولى، أول زيارة لباريس وفترة حياته فيينا
وُلد ريشا في براغ. توفي والده سيمون، عازف زمار في المدينة، عندما كان أنطون يبلغ من العمر 10 أشهر فقط. من الواضح أن والدة ريشا لم تكن مهتمة بتعليم ابنها، ولذلك هرب في 1780 من المنزل بعد اندفاع مفاجئ – وفقًا لمذكراته، قفز على عربة عابرة. قام أولًا بزيارة جده في كلاتوفي، ثم زار عمه جوزيف ريشا، عازف تشيلو موهوب وقائد أوركسترا ومؤلف، يقطن في والرستين، بافاريا، وقد تبناه فيما بعد. أولى جوزيف وزوجته اهتمامًا كبيرًا بأنطوان، كونهما لم يُنجبا أي أطفال: علمه جوزيف العزف على الكمان والبيانو، وأصرت زوجته على تعليمه الفرنسية والألمانية، كما تعلم عزف الفلوت. 
في عام 1785 انتقلت العائلة إلى بون، حيث أصبح ريشا عضوًا في هوفكابيل ماكس فرانز، ناخب كولونيا، حيث كان يعزف على الكمان والفلوت الثاني في الأوركسترا تحت إشراف عمه. التحق بيتهوفن الشاب بالهوفكابيل كعازف كمان وعازف أرغن في عام 1789 وصادقه. ربما يكون كريستيان جوتلوب نيف، أحد أهم الشخصيات في البيئة الموسيقية للمدينة في ذلك الوقت، فقد علّم كلًا من ريشا وبيتهوفن التأليف الموسيقي وعرّفهم على أعمال يوهان سيباستيان باخ، مثل كلافير جيد المزاج.
منذ حوالي عام 1785 درس ريشا التأليف سرًا، خلافا لرغبة عمه، وقام بتأليف وقيادة أول سيمفونية له عام 1787 والتحق بجامعة بون عام 1789، حيث درس وعزف حتى عام 1794، عندما تعرضت بون للهجوم والاستيلاء الفرنسي. تمكن ريشا من الفرار إلى هامبورغ، وتعهد بعدم الأداء في الأماكن العامة مرة أخرى وبدأ بكسب قوته بتدريس الانسجام الموسيقي والتأليف والبيانو. واصل التأليف ودرس الرياضيات والفلسفة وطرق تدريس التأليف بدرجة كبيرة. في عام 1799 انتقل إلى باريس على أمل تحقيق النجاح كمؤلف أوبرا. لكن هذه الآمال تحطمت: لم تُقبل نصوصه القديمة ولم يعثر على نصوص جديدة أخرى مناسبة على الرغم من دعم أصدقائه والأعضاء المؤثرين من الطبقة الأرستقراطية، وانتقل إلى فيينا في عام 1801.